# 相田寿美緒
相田 寿美緒（あいだ すみお、本名：荒木 寿美緒〈旧姓：相田〉、1964年2月4日 - ）は、日本の元女優・モデル。
東京都出身。夫は元プロ野球選手の荒木大輔。最終所属はオスカープロモーション。身長165cm（1984年）。

## 来歴・人物
川口市立川口高等学校卒業。高校2年生の時に東京・四谷で平田崑プロモーションからスカウトされ芸能界入り。芝居などの勉強・レッスンをしていた中、1983年、カネボウ化粧品の「胸キュンガール」に選ばれ、｢君に、胸キュン。｣のCMで手ブラのポーズをしたことで有名となった。当時好きだったスポーツはゴルフ、テニス、バスケットボール。
1993年のオフシーズンに、当時プロ野球選手であった荒木大輔と結婚し芸能界を引退。

## 出演

### 映画
- 嵐を呼ぶ男（1983年、東宝） - 持永梨花 役
- パンツの穴（1984年、ジョイパックフィルム）
- ユー・ガッタ・チャンス（1985年、東宝） - サーフィンクラブの店員 役
- ザ・サムライ（1986年、東映） - 綾杉京子 役
- バカヤロー! 私、怒ってます 第二話「遠くてフラれるなんて」（1988年、松竹） - サオリ 役

### オリジナルビデオ
- 超少女マリア（1991年） - 喜多美登利 役
  - 超少女マリア 最期の戦い（1991年） - 喜多美登利 役

### テレビドラマ
- 土曜グランド劇場「事件記者チャボ!」（1983年 - 1984年、日本テレビ） - 浜野由香 役
- カネボウヒューマンスペシャル「こぶしの花」（1984年2月15日、日本テレビ）
- 金曜劇場「瑠璃色ゼネレーション」（1984年、日本テレビ） - 鴨池真紀 役
- ザ・ハングマンV 第2話「警官が流れ弾でOL殺し!?」（1986年2月14日、テレビ朝日） - 北原令子 役
- 敵同志好き同志（1987年、日本テレビ） - きみえ 役
- ベイシティ刑事 第4話「チャイナタウンの女」（1987年10月28日、テレビ朝日）
- ダウンタウン探偵組 第3話「あのテネシーワルイヤツ」（1988年1月29日、テレビ朝日）
- あきれた刑事 第18話「湯けむりぷっつん娘」（1988年2月24日、日本テレビ） - ギャラリー泉のオーナー 役
- 月曜・女のサスペンス「視線の殺人」（1989年9月4日、テレビ東京）
- 勝手にしやがれヘイ!ブラザー 第2話（1989年10月20日、日本テレビ）
- 土曜ワイド劇場「新妻殺し」（1991年3月23日、テレビ朝日）
- 世にも奇妙な物語「佐藤、求む」（1991年12月12日、フジテレビ）
- 木曜劇場「ジュニア・愛の関係」（1992年、フジテレビ） - 吉居美樹 役
- 夏の嵐!（1992年、TBS） - 白坂友子 役

### イメージビデオ
- セクシャル・メイト・シリーズ「淋しくて……」（1988年、勁文社）

## 写真集
- 『淋しくて…淋しくて…』（1988年12月5日、近代映画社・撮影：清水清太郎）